# Chiesa di San Nicola (Fiume)
La chiesa di San Nicola (in croato Crkva sv. Nikole; in serbo Црква светог Николе?) è un edificio di culto serbo-ortodosso della città croata di Fiume.

## Storia
La chiesa fu progettata dall'architetto Ignazio Hencke nel 1787 su incarico della locale comunità serba. L'edificio, costruito in stile tardo barocco, fu completato nel 1790. Al suo interno sono custodite icone provenienti dai monasteri della Serbia e della Bosnia.